# Alain Beaulet (maison d'édition)
 (septembre 2024).
Si vous disposez d'ouvrages ou d'articles de référence ou si vous connaissez des sites web de qualité traitant du thème abordé ici, merci de compléter l'article en donnant les références utiles à sa vérifiabilité et en les liant à la section « Notes et références ».
Alain Beaulet Éditions est une maison d'édition française, spécialisée dans le dessin par des auteurs issus de la bande dessinée, créée en 1984 par Alain Beaulet.

## Auteurs
Les éditions Alain Beaulet ont publié : François Avril, François Ayroles, Dominique Bertail, Bilal, Stéphane Blanquet, Dominique Corbasson, José Correa, Robert Doisneau, Pascal Doury, Philippe Druillet, Philippe Dupuy & Charles Berberian, Jean-Claude Götting, Hippolyte, André Juillard, Lionel Koechlin, Laurent Lolmède, Loustal, Mandryka, Mœbius, José Muñoz, Pat Cab, Philippe Petit-Roulet, Séra, Jacques Tardi, Troubs, ...